# Steve Chassey
Steve Chassey (ur. 27 lutego 1945 roku w Brockton) – amerykański kierowca wyścigowy.

## Kariera
Chassey rozpoczął karierę w międzynarodowych wyścigach samochodowych w 1975 roku od startów w USAC National Silver Crown, gdzie jednak nie zdobywał punktów. W późniejszym okresie Amerykanin pojawiał się także w stawce USAC National Sprint Car Series, CART Indy Car World Series, Indianapolis 500, USAC Gold Crown Championship oraz USAC Coors Light Silver Bullet Series.
W CART Indy Car World Series Chassey startował w latach 1981-1990, 1992. Nigdy nie stawał na podium. Najlepszy wynik Amerykanin osiągnął w 1983 roku, kiedy z dorobkiem siedemnastu punktów został sklasyfikowany na dziewiętnastej pozycji w końcowej klasyfikacji kierowców.